# Andries Both
Andries Both, auch eingedeutscht Andreas Both (* zwischen 1608 und 1613 in Utrecht; † 23. März 1641 in Venedig) war ein niederländischer Figuren- und Genremaler, Radierer und Zeichner.

## Leben
Both und sein Bruder Jan erhielten die ersten künstlerischen Grundlagen von ihrem Vater Dirck Joriaensz. Both († 8. Februar 1664), der als Glasmaler tätig war. Seine Mutter hieß Anna Schinckel († 15. Dezember 1634). Im Jahr 1624 zahlte sein Vater einen Betrag an die Utrechter Malergilde und in den Jahren 1634 und 1637 folgten weitere Zahlungen, wobei nicht benannt wurde für welchen seiner Söhne und wer der Lehrmeister war. Beide wurden von Abraham Bloemaert unterrichtet. Dass Both bereits ein gereifter Künstler war als beide gemeinsam zunächst nach Frankreich und anschließend nach Italien wanderten, zeigt sich in einer seiner Handzeichnungen im Amsterdamer Kabinett, auf dem eine Ziehbrücke mit dahinter liegendem Torhaus zu sehen ist. Aus dem Jahr 1630 stammt ein datiertes Bild, das einen Bauern darstellt, der nach Ungeziefer abgesucht wird. Er war um 1633 in Rouen und spätestens seit 1636 in Rom, wie aus seinen signierten Bildern hervorgeht. Dort hielt er sich nach Angabe von Walther Bernt bis 1642 auf und starb erst um 1650 in Venedig. Er war ein vielseitiger Federzeichner, der sich seine Motive in der einfachen Bevölkerung suchte. Er fertigte zahlreiche Szenen mit Bauer, Bettlern, Marktschreiern und Zahnbrechern vor ihren Schaubuden, Einsiedlern und biblischen Themen her, aber auch Ansichten von holländischen Stadthäusern.
In Rom bildete sich Jan nach Claude Lorrains Landschaften und Andries nach den Figuren und Tieren des Pieter van Laer. Die Brüder wurden bei einem Treffen am 12. Juli 1638 in Rom registriert. Sie wohnten von 1639 bis 1641 in der „Strada Vittoria“. Zuletzt hielt er sich mit seinem Bruder in Venedig auf und ertrank dort in einem der Kanäle. Der Bruder kehrte daraufhin nach Utrecht zurück. Die Brüder hatten einige Bilder gemeinsam hergestellt so schuf Jan die Landschaften und Andries fügte Figuren und andere Staffagen hinzu.

## Werke (Auswahl)
Handzeichnungen
- Zechende Bauern („A. Both Rouen 1633“)
- Bettler an einem Klostertor (Amsterdam) und Einsiedler in einer Grotte (Budapest)  („A. Both in roma 1636“)
- Zwei lesende Bettler 1637 (Courtauld Institute of Art, London)
- Kartenspieler (Kupferstichkabinett, Berlin-Dahlem, Nr. 554)
- Ansicht von Utrecht (Den Haag)
- Der Barbier (Albertina, Wien)

Radierungen
- Drei Bauern am Tisch mit einer Hure Hamburger Kunsthalle[6]

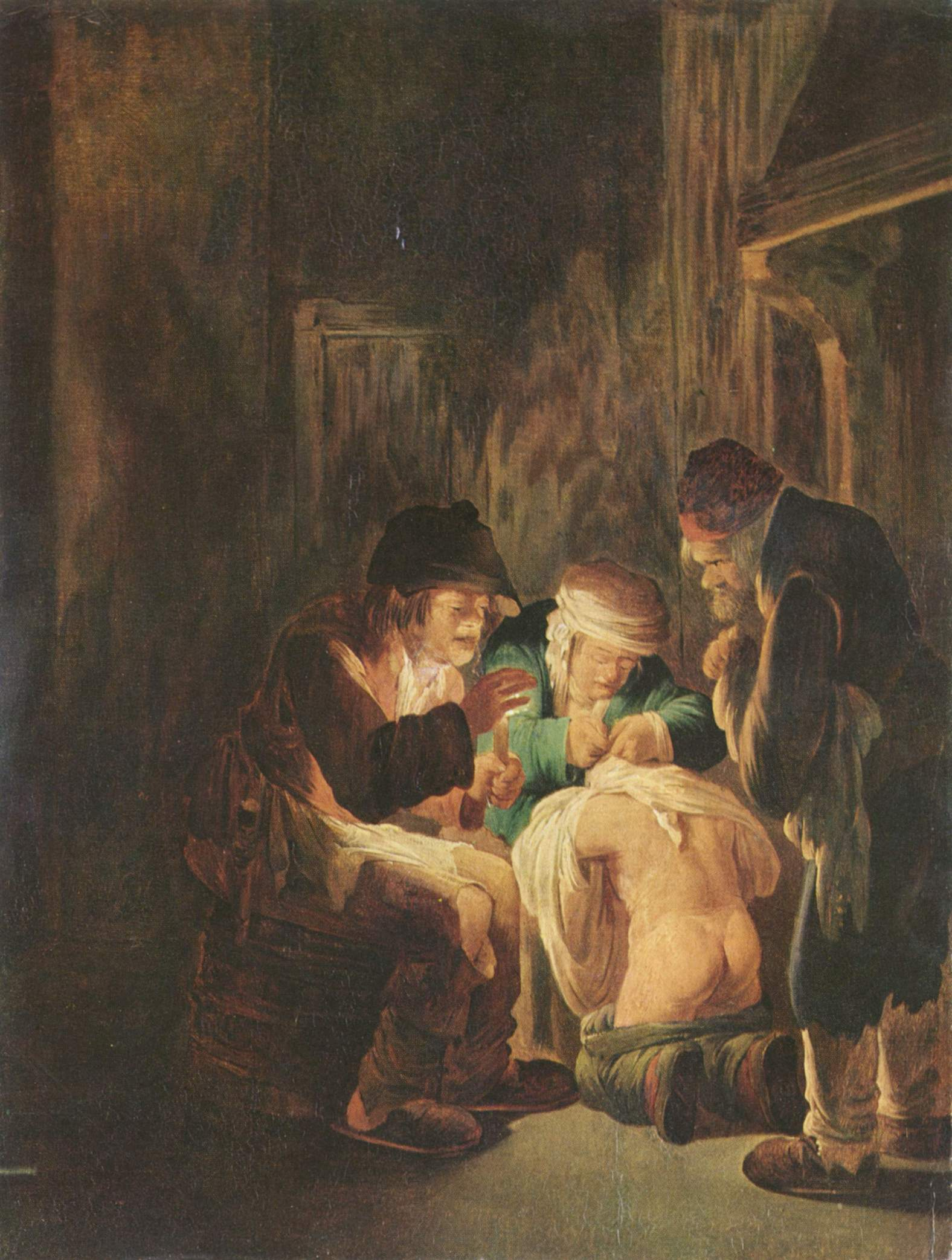
Ungeziefersuche bei Kerzenlicht, 1630
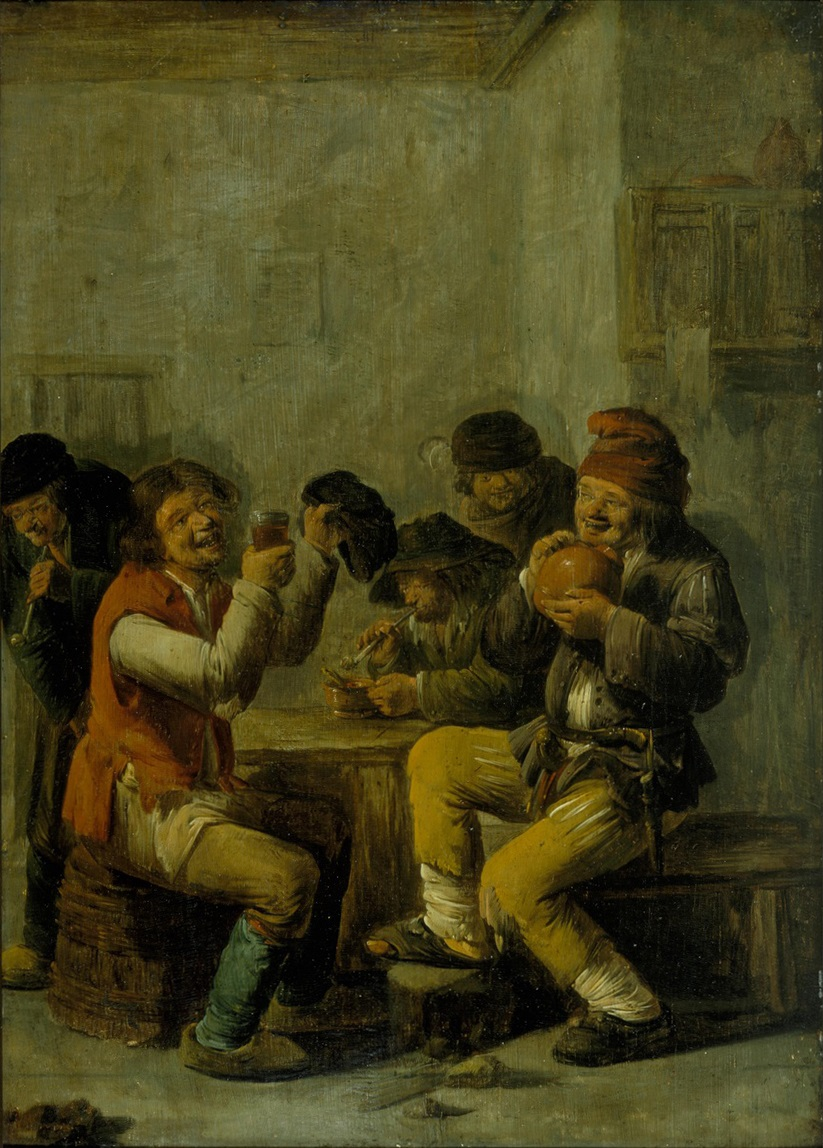
Zechende Bauern, 1633
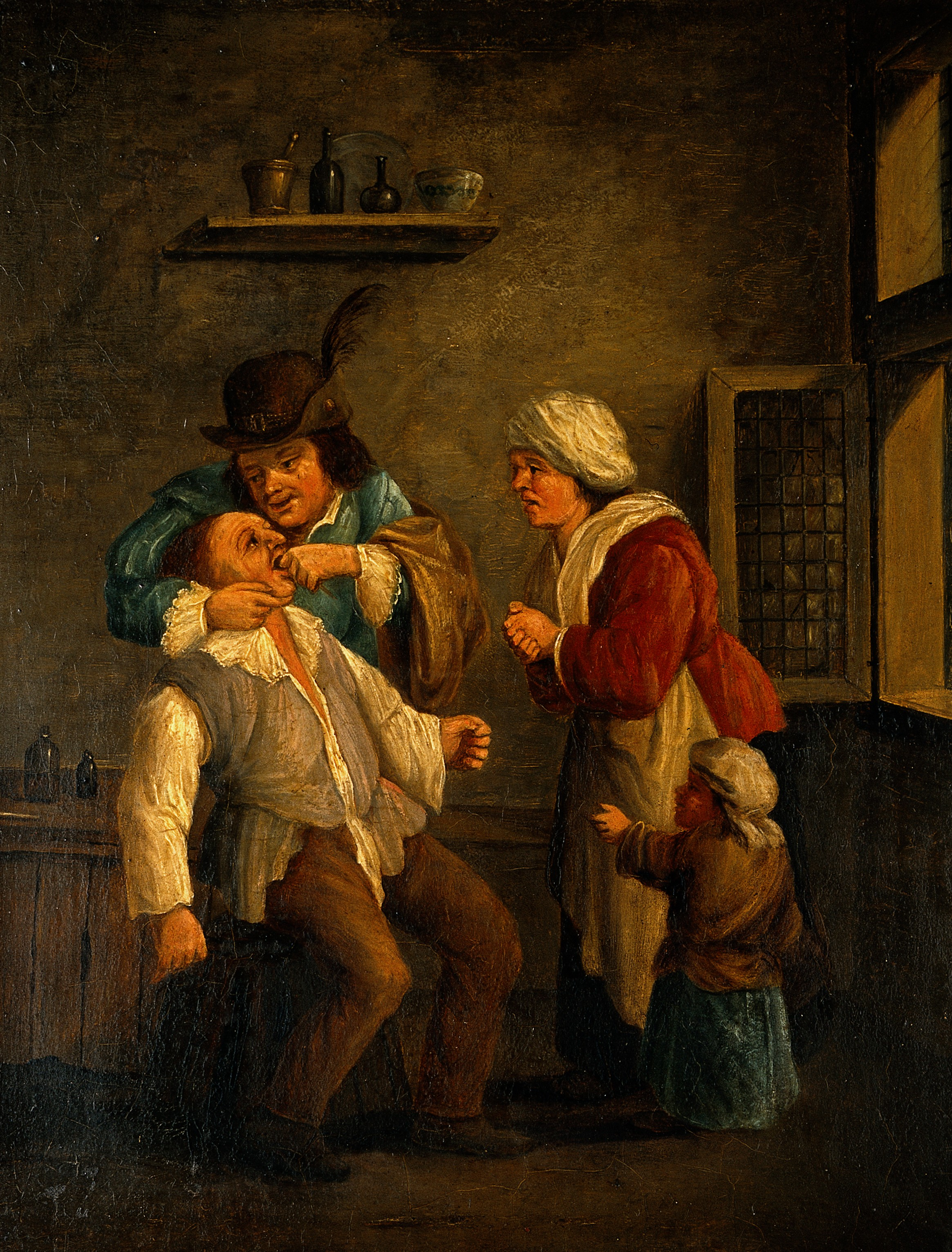
Beim Zahnziehen, Ölgemälde nach A. Both
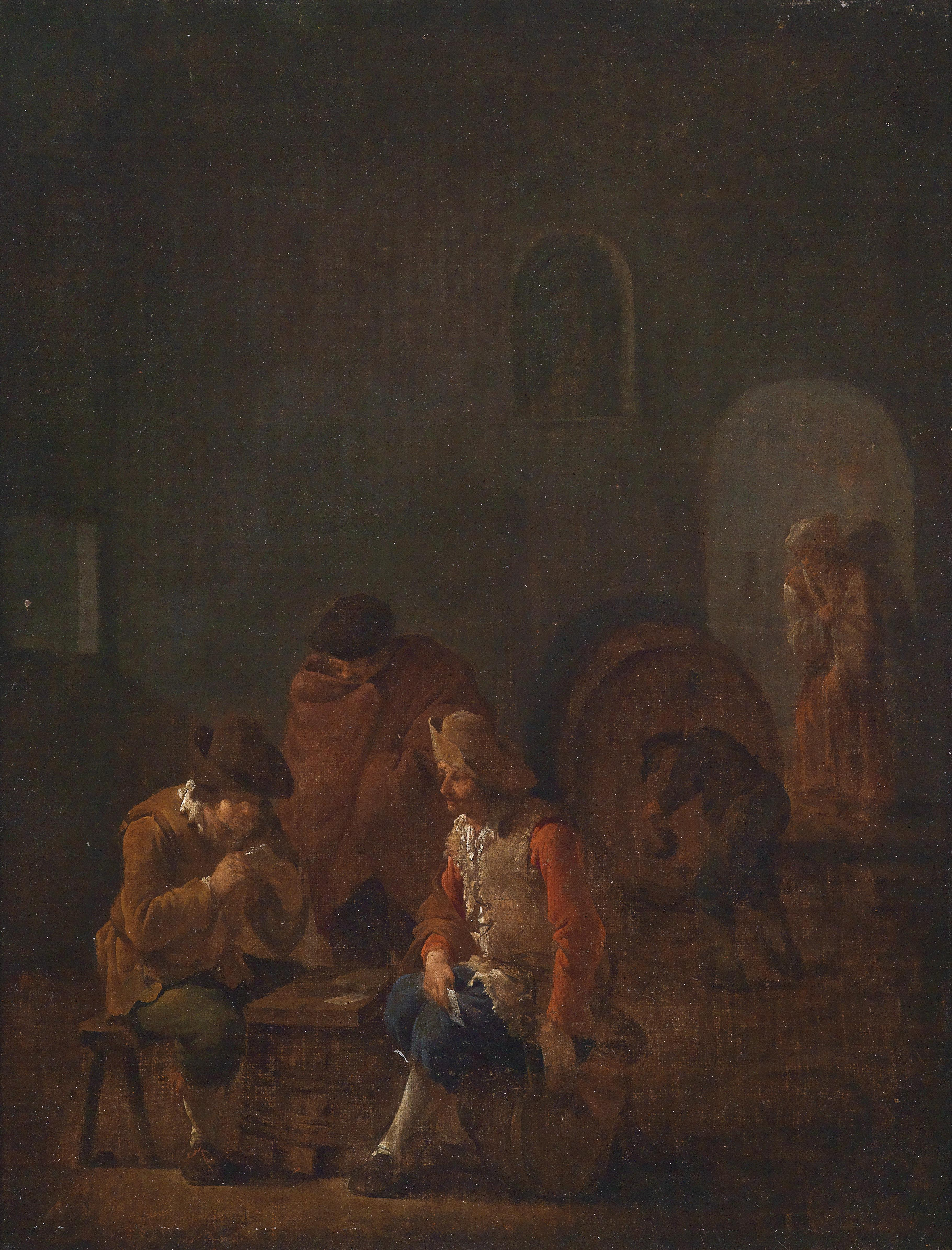
Kartenspieler, 1641

Gemeinschaftsarbeiten Jan und Andries Both
- Begegnung zweier päpstlicher Landdragoner und eines Flurschützen auf der Landstrasse
- Gebirgspass aus der Gegend von Rom
- Italienische Hafenlandschaft, mit Staffage aus dem Volksleben
- Italienischer Gebirgspass
- Italienische Thalgegend